# 婶
嬸，又稱嬸母、嬸嬸，是中文中親屬關係的稱謂，是指叔叔的妻子，口語又稱嬸嬸、嬸子、嬸娘、阿嬸，在現實社會，亦可作中年女性或女性长辈的称呼，或稱大嬸。英文中，婶、姨妈等统称为Aunt。

## 社會中的著名例子
- 「阿三哥與大嬸婆」為台灣漫畫家劉興欽個人最具代表作的漫畫系列之一《阿三哥與大嬸婆》的主要角色暨作品名稱。

## 相關
- 平輩
- 長輩
- 叔叔